# Strafblad
Een strafblad is een registratie van misdrijven en bepaalde overtredingen.

## Nederland

### Justitieel register
In Nederland bepaalt de Wet justitiële en strafvorderlijke gegevens welke gegevens over iemand in het register worden opgenomen en hoelang die bewaard worden. Dit register wordt het Justitieel Documentatie Register genoemd.
Informatie over wanneer/hoe deze gegevens naar boven kunnen komen zijn terug te vinden in het Besluit Justitiële gegevens en de Wet Justitiële en Strafvorderlijke gegevens. De gegevens worden beheerd door de Justitiële Informatiedienst (Justid) te Almelo; vaak worden informatieverzoeken hieromtrent via de Dienst Justis (Justitiële uitvoeringsdienst Toetsing, Integriteit en Screening) afgehandeld.
Een strafblad wordt aangemaakt na strafrechtelijke veroordeling voor een overtreding of een misdrijf. De tijd dat het strafblad blijft bestaan voor overtredingen is 5 jaar of 10 jaar als er ook sprake is van een taakstraf of vrijheidsstraf. Voor misdrijven geldt een termijn van 20 jaar (of 12 jaar na overlijden) bij een onherroepelijke gevangenisstraf van minder dan zes jaar of 30 jaar (of 20 jaar na overlijden) bij een gevangenisstraf van zes jaar of meer. Deze termijn gaat in na onherroepelijke afdoening van de strafzaak. De termijn voor misdrijven kan onder sommige omstandigheden verlengd worden:
- De bewaartermijn van 20 en 30 jaar wordt verlengd als er een nieuwe einduitspraak volgt voor een ander strafbaar feit. Concreet betekent dit dat als er meerdere misdrijven staan geregistreerd, alle geregistreerde misdrijven pas worden verwijderd zodra de bewaartermijn, die het verst in de toekomst ligt, is verstreken. Dat heet verlenging of cumulatie.
- Bij een gevangenisstraf van meer dan 20 jaar of een terbeschikkingstelling die meer dan 20 jaar duurt is de termijn 50 jaar (of 20 jaar na overlijden).

Een andere uitzondering zijn zedendelicten (art 240b t/m 250 Sr). Deze gegevens blijven 80 jaar bewaard. Dit geldt ook voor een levenslange gevangenisstraf of een terbeschikkingstelling die meer dan 40 jaar duurt. 
Indien een veroordeling plaats heeft gevonden conform het jeugdstrafrecht, ofwel overeenkomstig Art. 77g t/m 77gg Sr, gelden ook een aantal uitzonderingen. Indien de delicten gepleegd zijn terwijl betrokkene 16 jaar of ouder was, gelden dezelfde gegevens als voor volwassenen. Was betrokkene 15 jaar of jonger, dan dient een aantal andere criteria gehanteerd te worden. Dat het strafblad gewist wordt bij het bereiken van de 18-jarige leeftijd is dus een misverstand.
Ook een sepot of strafbeschikking van het OM of een vrijspraak door de rechter komt op het strafblad. Dus ook al is een persoon nooit vervolgd of al is een persoon vrijgesproken, op zijn of haar justitiële documentatie staat dat hij of zij verdachte is geweest van dat misdrijf. Let wel: vrijspraak betekent dat het ten laste gelegde niet bewezen kan worden. Dan moet iemand voor onschuldig worden gehouden.
De aanwezigheid van een strafblad heeft daarom slechts gevolgen als de inhoud daartoe aanleiding geeft. Of iemand een "Verklaring Omtrent het Gedrag" krijgt hangt bovendien af van de functie waarvoor zo'n verklaring wordt gevraagd. Iemand die is veroordeeld voor kindermisbruik kan beter niet op een peuterspeelzaal werken, maar kan best een goed boekhouder zijn. Een witwasdelict kan iemand echter ongeschikt maken als boekhouder, terwijl deze persoon weer een prima peuterleid(st)er kan zijn.  
Een "strafblad" kan betekenen dat men geen verblijfsvergunning of wapenvergunning krijgt (bijvoorbeeld als sportschutter), althans, niet binnen een bepaalde periode (gewoonlijk acht jaar, vier jaar voor jeugdstrafrecht). Ook kan het hebben van een strafblad gevolgen hebben voor de uitoefening van bepaalde beroepen als rechter, notaris, officier van justitie, advocaat, docent, deurwaarder, beëdigd vertaler, politieagent, militair en werken in overheidsdienst.
Vaak zullen er voor dergelijke verzoeken aanvragen gedaan moeten worden, die in verschillende mate van 'diepgaand onderzoek' uitgevoerd zijn. Iemand die solliciteert als politieagent zal van onbesproken gedrag moeten zijn. Gaat het om de aanvraag van een visum dan wordt vaak na de gewoonlijke periode (8 jaar volwassenen, 4 jaar jeugd) geen melding meer gegeven.
Het "strafblad" heet officieel "justitiële documentatie". Die neutrale aanduiding geeft beter weer waar het om gaat: een vastlegging van mogelijk relevante feiten, die niet bij voorbaat een negatieve kwalificatie geeft.

### Boetes
Verkeersovertredingen die onder de Wet Mulder vallen worden niet geregistreerd in het Justitieel Documentatie Systeem en staan dus niet op het strafblad. Dit zijn boetes van het Centraal Justitieel Incassobureau (CJIB) voor bijvoorbeeld te hard rijden en zijn herkenbaar aan de letter 'M' die rechtsboven op de boete staat.
Bij een strafbeschikking boven € 100 wordt de overtreder opgenomen in het documentatieregister.

### Verklaring omtrent het gedrag

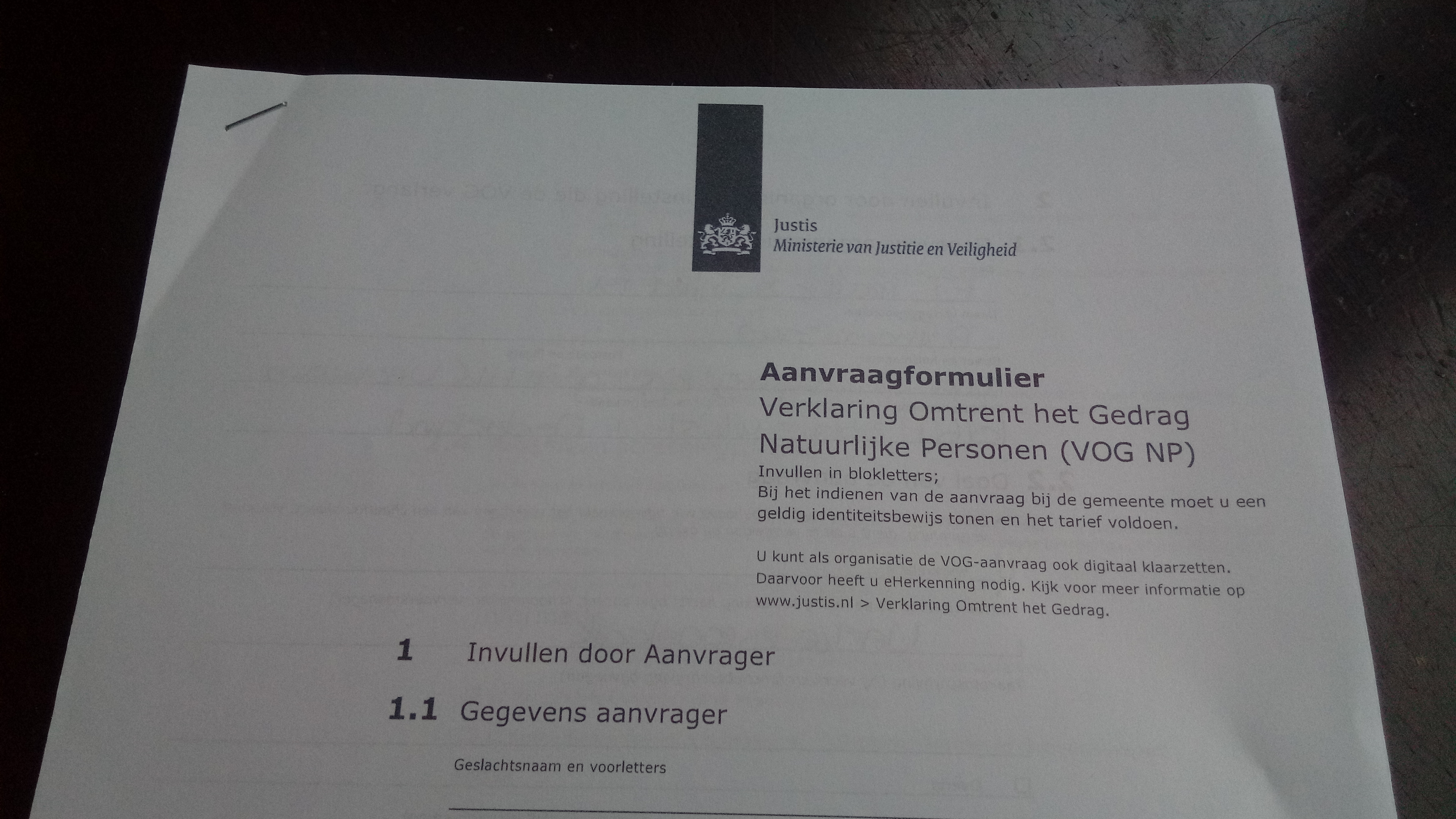
Formulier verklaring omtrent het gedrag (VOG) in Nederland

Een Verklaring omtrent het gedrag (VOG) is een officieel document waaruit blijkt dat iemands gedrag in het verleden geen bezwaar vormt voor het vervullen van een bepaalde taak of functie. Voor tal van beroepen (in sommige sectoren, zoals de kinderopvang, is een VOG zelfs wettelijk verplicht) moet een kandidaat vooraf een VOG overleggen.
De VOG wordt namens de minister van Justitie en Veiligheid uitsluitend afgegeven door Justis (Justitiële screeningsautoriteit).
Bij de beoordeling van een VOG-aanvraag controleert Justis of er strafbare feiten op naam van de aanvrager staan die relevant risico opleveren voor het doel (bijvoorbeeld de functie) waarvoor de VOG is aangevraagd.
Het verleden van de persoon wordt getoetst aan het beoogde screeningsprofiel: bepaalde strafbare feiten kunnen wel een bezwaar zijn voor de ene functie maar niet voor de andere. Zo zal een eerdere snelheidsovertreding van belang zijn bij een aanvraag voor taxichauffeur, maar niet voor een baan als baliemedewerker bij een bank. Heeft iemand geen strafblad of geen relevante antecedenten, dan wordt de VOG afgegeven. Ook met een strafblad is het dus mogelijk een VOG te krijgen, mits de gepleegde feiten niet als relevant bezwaar voor de betreffende functie worden gezien
De criteria voor het al dan niet verstrekken van een VOG zijn vastgelegd in de Wet justitiële en strafvorderlijke gegevens (Wjsg). Volgens artikel 35 van die wet moet de minister de afgifte weigeren als uit de justitiële documentatie blijkt dat de aanvrager een strafbaar feit heeft begaan dat – indien herhaald – gelet op het risico voor de samenleving en de omstandigheden van het geval, een behoorlijke uitoefening van de taak of het doel van de aanvraag in de weg zou staan. Deze beslissing wordt per geval genomen; de VOG-beoordeling is maatwerk en staat los van de vraag of gegevens al dan niet bewaard blijven in het strafregister.
Justis voert de screening uit en neemt het besluit over de VOG. Justis raadpleegt daarvoor het Justitieel Documentatie Systeem (JDS), waarin het strafblad (justitiële antecedenten) van personen is geregistreerd. Dit register wordt beheerd door de Justitiële Informatiedienst (Justid) te Almelo, die onder andere verantwoordelijk is voor het bijhouden van strafrechtelijke gegevens.  Justid verstrekt de relevante justitiële gegevens aan Justis ten behoeve van de VOG-beoordeling
Op basis van vastgestelde screeningsprofielen toetst Justis of eventuele strafbare feiten een belemmering vormen voor het doel van de aanvraag
Er zijn verschillende risicogebieden gedefinieerd (zoals omgang met geld, personen of vertrouwelijke informatie) met bijbehorende functie-aspecten. Indien een strafbaar feit uit het verleden niet relevant is voor de beoogde functie, of als het vergrijp te lang geleden is, zal het doorgaans geen obstakel vormen voor het verkrijgen van de VOG
Aanvraagprocedure: Een VOG kan op meerdere manieren worden aangevraagd. Traditioneel gebeurt dit via de woongemeente: de aanvrager levert een ingevuld aanvraagformulier in bij de gemeente (meestal mede-ondertekend door de werkgever of instantie die de VOG verlangt) en betaalt ter plekke de leges. De gemeente verifieert de gegevens en stuurt de aanvraag door naar Justis. De kosten voor een VOG via de gemeentebalie bedragen € 41,35 (2023). Als de aanvraag wordt goedgekeurd, ontvangt de aanvrager de VOG per post thuis.
Tegenwoordig adviseert Justis echter om gebruik te maken van de digitale aanvraag. Bij deze methode start de organisatie (bijvoorbeeld de werkgever) de VOG-aanvraag online via het Justis-portaal. De aanvrager krijgt vervolgens per e-mail een verzoek om in te loggen met zijn DigiD (digitale identiteitsbewijs) en de aanvraag te bevestigen en te betalen. De kosten bij een digitale aanvraag rechtstreeks via Justis bedragen € 33,85.
Na goedkeuring ontvangt de aanvrager de VOG – naar keuze – per post of digitaal. Justis biedt de digitale VOG alleen aan bij online aangevraagde VOG’s bij een aanvraag via de gemeente is alleen een papieren VOG mogelijk. De digitale VOG wordt als PDF-bestand verstuurd naar de persoonlijke Berichtenbox van de aanvrager op MijnOverheid. Deze digitale versie heeft een afwijkende kleur (lichtroze) ter herkenning, terwijl de papieren VOG op blauwgroen rijksbriefpapier wordt gedrukt. Waar de papieren VOG zichtbaar echtheidskenmerken heeft (watermerk, hologram e.d.), beschikt de digitale VOG over onzichtbare digitale echtheidskenmerken Werkgevers en instanties die een VOG ontvangen, zijn verplicht de echtheid en juistheid ervan te controleren. Een papieren VOG kan men fysiek controleren op de beveiligingskenmerken; een digitale VOG kan eenvoudig online gevalideerd worden via de overheids-validatievoorziening (website validatie.nl van Justid)
Dit online controlesysteem maakt het mogelijk om aan de hand van het document te verifieren of de digitale VOG authentiek is en niet is vervalst. Door de introductie van deze digitale (roze) VOG is het aanvraagproces sneller (geen postbezorging nodig) en kan de aanvrager het document makkelijk elektronisch doorsturen. Indien gewenst kan de aanvrager er nog steeds voor kiezen om de VOG op papier per post te ontvangen, bijvoorbeeld voor gebruik in het buitenland.
Naast de gemeentelijke en directe digitale route bestaan er ook commerciële dienstverleners die VOG-aanvragen faciliteren. Zo zijn er websites die tegen betaling de digitale VOG-aanvraag voor een aanvrager of werkgever in gang zetten. Dergelijke intermediairs verzamelen de benodigde gegevens en dienen de aanvraag namens de aanvrager in via het Justis-systeem. Hieraan zijn extra kosten verbonden bovenop de reguliere leges. Let op welke intermediair je gebruikt, aangezien er enkele tussen zitten die bijzonder hoge tarieven hanteren.
Voor individuele aanvragers of kleine organisaties kunnen dergelijke diensten gemak bieden, maar meestal kan een werkgever de aanvraag kosteloos zelf digitaal initieren (33,85 EUR). 
Recente ontwikkelingen richten zich bovendien op verdere automatisering: sommige screeningbedrijven bieden een API-koppeling aan waarmee organisaties rechtstreeks vanuit hun HR-software VOG-aanvragen kunnen starten en opvolgen. Via zo’n VOG API integratie  kunnen werkgevers de aanvraag, status en ontvangst van een VOG direct in hun eigen systeem beheren, wat administratieve handelingen en doorlooptijd bespaart
Screeningsprofielen Bij elke VOG-aanvraag moet het doel worden vermeld, zodat Justis weet tegen welk profiel moet worden gescreend. Er bestaan standaardprofielen voor verschillende werkterreinen en functies, uiteenlopend van omgang met kwetsbare personen tot financiën of nationale veiligheid. Per profiel zijn risicogebieden gedefinieerd – aspecten van de functie die bepaalde soorten antecedenten relevant maken voor de beoordeling. Lange tijd hanteerde Justis achttien afzonderlijke screeningscategorieën; een enkele VOG-aanvraag kan onder meerdere categorieën vallen, afhankelijk van de functie. In 2025 is een extra risicogebied toegevoegd om te kunnen screenen op antecedenten die specifiek van belang zijn voor werkzaamheden in havens. Sinds 3 maart 2025 kent het algemene screeningsprofiel het nieuwe functieaspect havengebied (binnen het risicogebied Locatie). Deze toevoeging is bedoeld om gerichter te kijken naar strafbare feiten zoals deelname aan georganiseerde misdaad, drugssmokkel of overtredingen van de douanewet, die relevant kunnen zijn voor functies op risicovolle haven-terminals. Door het aankruisen van havengebied bij de aanvraag kan Justis dergelijke antecedenten explicieter meewegen, wat bijdraagt aan het tegengaan van ondermijnende criminaliteit in de havensector. Overigens blijft ook bij dit aangescherpte profiel het uitgangspunt dat uitsluitend recente en functiegerelateerde feiten tot weigering van de VOG leiden.

## België
Bepaalde veroordelingen in België komen terecht in het Centraal Strafregister, waaruit de diverse vormen van strafblad worden geproduceerd. Daarop staan strafrechtelijke veroordelingen. Daarnaast komen ook onder meer interneringen en terbeschikkingstellingen erop. GAS-boetes of minnelijke schikkingen, zoals direct betaalde verkeersboetes, komen er niet op.

### Uittreksel uit het strafregister
Het strafregister is van belang bij het verkrijgen van een uittreksel uit het strafregister, vroeger bekend als "getuigschrift van goed zedelijk gedrag". Dat getuigschrift is vereist voor het uitoefenen van bepaalde beroepen of activiteiten, meer bepaald zogeheten gereglementeerde activiteiten (zoals beroepen in fiscaliteit en veiligheid) en sommige activiteiten met kinderen en jongeren. Breder kan het ook voor andere activiteiten gevraagd worden, zoals op de werkplek. Het ontbreken van een blanco strafblad kan dan als gevolg hebben dat de veroordeelde een baan niet krijgt.
Het uittreksel bevat alleen effectief uitgesproken straffen. Veroordelingen waarbij een werkstraf de voornaamste straf is, dus al dan niet aangevuld met een geldboete, komen er niet in terecht.
Veroordelingen blijven niet per se voor altijd op het uittreksel staan. De meeste politiestraffen verdwijnen er na drie jaar automatisch van. Voor straffen die niet automatisch gewist worden, kan een aanvraag tot herstel in eer en rechten worden aangevraagd bij de procureur des Konings. De kamer van inbeschuldigingstelling besluit dan om dit al dan niet toe te staan. Na eerherstel komt de veroordeling niet meer op het uittreksel en wordt de veroordeling niet langer gebruikt als basis voor herhaling bij nieuwe veroordelingen.
De standaardprocedure om het uittreksel te verkrijgen, is met een aanvraag bij de gemeentediensten.

## Europees register
Ten behoeve van de bestrijding van de internationale misdaad en terrorisme besprak de Europese Commissie in juli 2004 de mogelijkheid van een Europees strafregister. De aanleiding voor deze plannen was het onderzoek naar de Franse seriemoordenaar Michel Fourniret. Fourniret kwam in 1987 in Frankrijk vrij na zes jaar gevangenisstraf te hebben uitgezeten wegens kindermisbruik. Hij vertrok naar België, waar de overheid niets wist over het criminele verleden van de voormalige boswachter. Dit voorstel om alle justitiële registers binnen de EU samen te voegen tot een systeem is in 2009 definitief afgewezen, onder meer op basis van het gebrek aan praktische haalbaarheid als gevolg van het feit dat wetgeving afwijkt per lidstaat. Justitiële autoriteiten kunnen wel gegevens over verdachten opvragen bij de autoriteiten van een ander land, maar ze kunnen niet zelf de registers van een ander land onbeperkt inzien.
Na de bomaanslagen in Madrid op 11 maart 2004 werd er geopperd door de Europese ministers van Justitie en Binnenlandse Zaken dat er in principe een Europees strafregister moet komen. In 2005 is dat voorstel formeel afgewezen, wel is er toen besloten dat in het geval van een veroordeling in het buitenland, het geboorteland van de dader geïnformeerd zou worden via het zgn. Network of Judicial Registers (NJR). België, Duitsland, Frankrijk en Spanje sloten op 4 april 2005 een overeenkomst om te komen tot een elektronische uitwisseling van strafbladen en andere documentatie over criminaliteit. In 2007 sloot Nederland zich daar bij aan.
In 2012 is ECRIS geïmplementeerd, waarbij de strafrechtelijke gegevens elektronisch tussen de EU-lidstaten worden uitgewisseld door de nationale registers van EU-landen aan elkaar te koppelen. In dit concept blijft het uitgangspunt dat een lidstaat beschikt over het volledige strafrechtelijke beeld van hun onderdanen, dus van veroordelingen van personen met de eigen nationaliteit. Het is dus niet mogelijk om via ECRIS informatie op te vragen van niet-onderdanen, zonder relevant rechtshulpverzoek.

## Tijdschriften
Er bestaan diverse tijdschriften en verenigingsbladen op het gebied van het strafrecht met de titel Strafblad.